# Reflections (film, 2006)
Pour les articles homonymes, voir Reflections.
Pour plus de détails, voir Fiche technique et Distribution.
Reflections est un documentaire de Eléonore Gachet et Lise Leboeuf (2006).

## Synopsis
Tourné au Costa Rica, à Hong Kong, à Hawaï et en Nouvelle-Zélande, le documentaire nous offre le témoignage de douze femmes homosexuelles abordant des sujets aussi divers que la pression sociale, le besoin de rituels, la maternité ou la mort d'une partenaire... À travers le prisme d'une minorité, le film questionne l'influence de l'environnement sur un individu.

## Fiche technique
- Titre : Reflections
- Réalisation : Eléonore Gachet et Lise Leboeuf
- Scénario :
- Musique : Muhr Gregor
- Photographie : Eléonore Gachet
- Montage : Fanny Ficheux
- Montage son : Ivan Paulik
- Production : Eléonore Gachet
- Pays :  France
- Version originale anglaise/espagnole, sous-titrée français.
- Genre : Documentaire
- Durée : 53 minutes
- Dates de sortie : 
  -  France : 29 octobre 2006 (Cineffable)

## Distinctions
- Festival international de films de femmes de Créteil
- Queer Lisboa
- Out Takes: A Reel Queer Film Festival - Nouvelle-Zélande
- Cineffable
- Festival Vues d'en face - Grenoble
- Projection dans le cadre de la Journée mondiale de lutte contre l'homophobie - Lille